# A Perfect Crime (film)
A Perfect Crime è un film muto del 1921 diretto da Allan Dwan.
Le due interpreti femminili erano al loro esordio sullo schermo: una era la giovanissima Carole Lombard che, a soli dodici anni, compare qui ancora con il suo vero nome, Jane Peters; l'altra era la ventenne Jacqueline Logan, protagonista della pellicola insieme a Monte Blue.

## Trama
Wally Griggs, un timido fattorino di banca, vive una seconda vita affascinando con i suoi racconti la giovane Mary, truffata dei suoi beni da Thaine, diventato procuratore distrettuale. Wally nasconde alcune obbligazioni bancarie e viene arrestato da Thaine: ma in giudizio riesce a dimostrare la malafede del procuratore e a fargli restituire il maltolto. Wally, da quel momento, decide di impiegare le sue doti per diventare uno scrittore.

## Produzione
Il film fu prodotto dall'Allan Dwan Productions.

## Distribuzione
Distribuito dall'Associated Producers Inc., il film uscì nelle sale cinematografiche USA il 5 marzo 1921.